# Heinrich Koch (Fotograf)

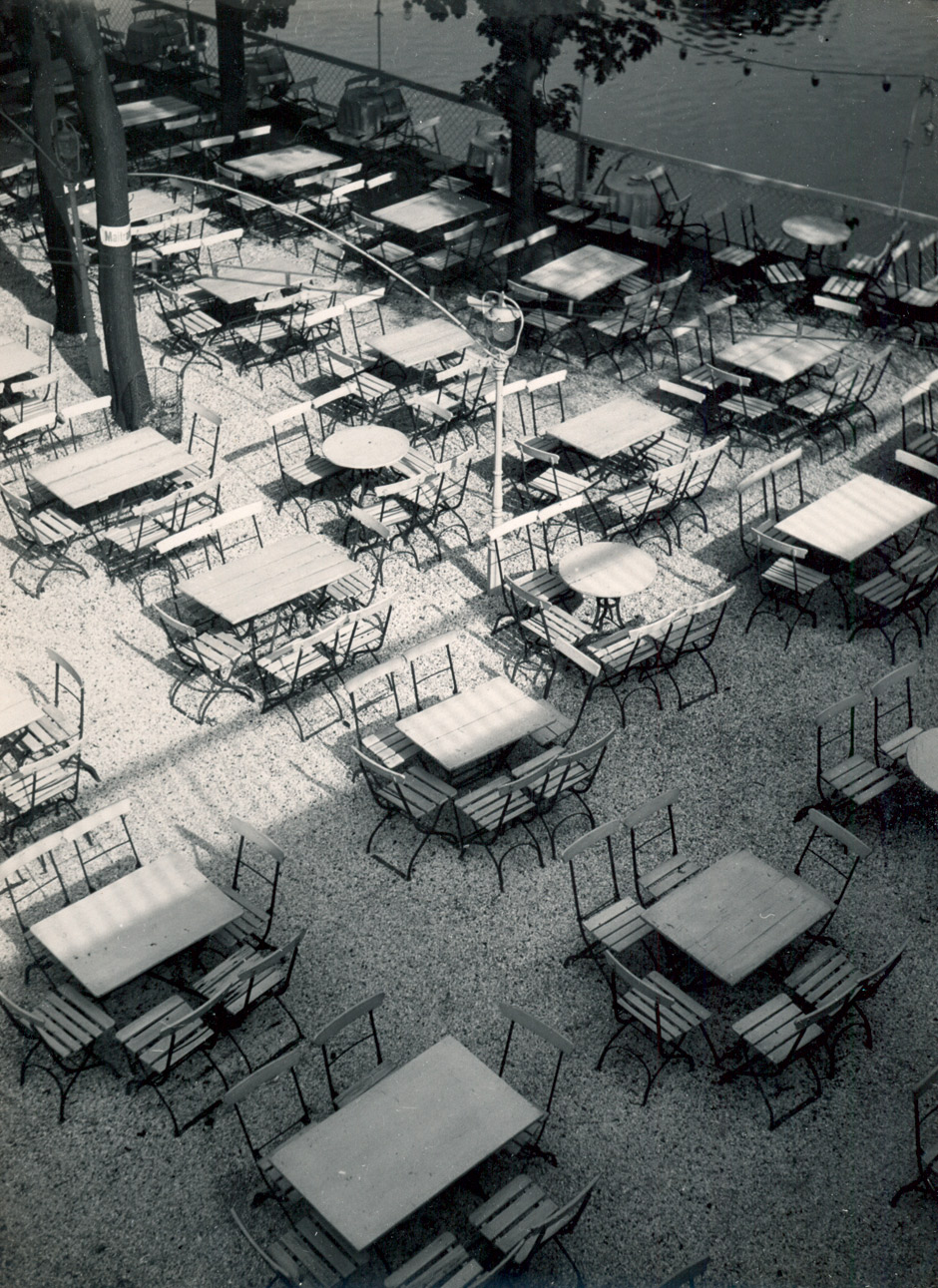
Terrasse am Wasser

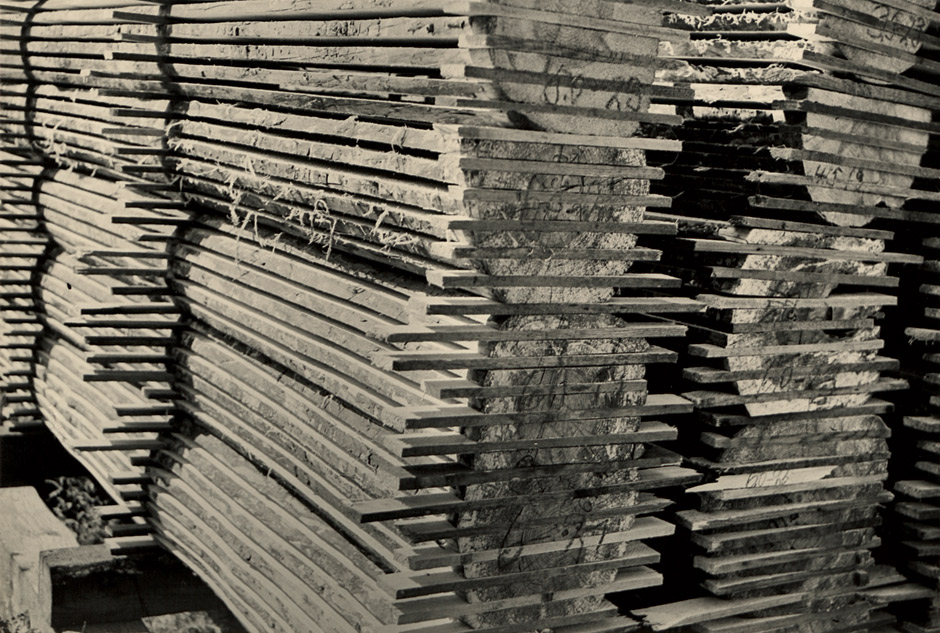
Holzstapel

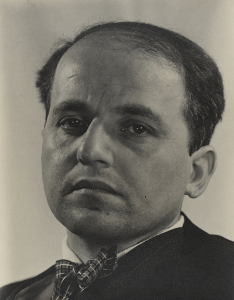
Heinrich Koch: Hans Wittwer

Heinrich Koch (geboren 20. August 1896 in Uherské Hradiště, Österreich-Ungarn; gestorben 1. März 1934 in Prag) war ein tschechisch-deutscher Fotograf und Pädagoge, der zu den Protagonisten des Neuen Sehens in der Fotografie gehörte.

## Leben
Heinrich (Jindřich) Koch besuchte in Uherské Hradiště das Gymnasium von 1908 bis 1915.
Während des Ersten Weltkriegs studierte er in Wien Kunstgeschichte und Jura. Schon in diesen Jahren beschäftigte er sich parallel mit der Bildhauerei. 1918 schrieb er sich schließlich an der Wiener Akademie der bildenden Künste für das Studium der Bildhauerei ein. Er sollte es 1919, nachdem er Wien verlassen hatte, in Prag fortsetzen. Es ist jedoch ungewiss, ob er es auch endgültig abschloss.
Seit dem Sommer 1922 war Koch dann Schüler am Staatlichen Bauhaus in Weimar bzw. ab 1925 – nach dem Umzug des Bauhauses – in Dessau. Nach dem Absolvieren des obligatorischen Vorkurses besuchte er ab dem Wintersemester 1922/23 den Unterricht der Werkstatt für Bildhauerei. Bis 1928 experimentierte er außerdem in den Klassen für Wandmalerei, Metall (damals unter der Leitung von László Moholy-Nagy) und Druck- und Reklame. Später wurde er auch Schüler der Werkstatt für Wandmalerei, der er bis zu seiner Gesellenprüfung 1928 angehörte. Musikalisch engagierte sich Koch in der Bauhaus-Band.
Nach seinem Abschluss am Bauhaus machte sich Koch als Innenarchitekt selbständig. Durch den Börsenkrach am 24. Oktober 1929 musste er diese Tätigkeit jedoch aus Mangel an Aufträgen wieder aufgeben, weshalb er sich entschied, etwas Neues zu beginnen. Ende 1929 bzw. Anfang 1930 wurde er Teil der Fotoklasse in der Staatlich-städtischen Kunstgewerbeschule Burg Giebichenstein in Halle (Saale), die seit ihrer Gründung 1927 von Hans Finsler geleitet wurde. Finsler galt als einer der führenden Vertreter des Neuen Sehens. Koch, der sich sehr wahrscheinlich schon am Bauhaus mit der Fotografie beschäftigt hatte, nahm trotz seines Laienstatus schnell die Position eines Assistenten Finslers ein und fand zu einer eigenen Bildsprache. In die Anfangszeit seiner Tätigkeit in Halle (Saale) fällt auch die Heirat mit der ehemaligen Bauhäuslerin Benita Otte, die seit 1925 die Leitung der dortigen Weberei innehatte. Beide hatten sich schon während Kochs Zeit am Bauhaus kennengelernt. Wie einige andere Bauhäusler war Otte von Weimar nach Halle (Saale) gewechselt, da die zunehmende technische Ausrichtung des Bauhauses auf sie befremdlich wirkte.
Zum Ende des Wintersemesters 1931/32 wurde Finsler als Leiter der Fotoklasse an der Burg Giebichenstein von Koch abgelöst. Finsler hatte sich entschieden, Halle (Saale) zu verlassen und wechselte an die Kunstgewerbeschule Zürich. Mit Koch veränderte sich der Stil, in dem die Fotoklasse geleitet wurde, da er auf eine formale Ausbildung verzichtete und eher im Hintergrund agierend hauptsächlich Technisches vermittelte. Seine leitende Funktion behielt er jedoch lediglich bis zum Frühjahr 1933 bei, da nach dem Machtantritt der Nationalsozialistischen Deutschen Arbeiterpartei die vom Bauhaus gekommenen Mitarbeiter entlassen wurden. Auch die Fotoklasse wurde von ihnen geschlossen. Daraufhin siedelte Koch mit seiner Frau, die ebenfalls von den Maßnahmen der Nationalsozialisten betroffen war, nach Prag über, wo er Anfang 1934 eine Anstellung als Fotograf am Prager Nationalmuseum fand. Kurz nach diesem Neuanfang verunglückte Koch am 1. März 1934 bei einem Verkehrsunfall in Prag jedoch tödlich. Benita Koch-Otte kehrte noch im selben Jahr nach Deutschland zurück.

## Werk

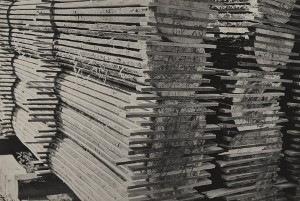
Holzstapel. Heinrich Koch

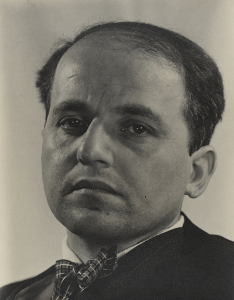
Porträt Hans Wittwer. Heinrich Koch

In der relativ kurzen Schaffensperiode Kochs (1929–1934) sind ca. 400 Fotografien entstanden, die ihm bisher zugeordnet werden können. Dabei treten am deutlichsten die Sachfotografie und Porträtaufnahmen Kochs hervor, da sich sein technisches und gestalterisches Können in diesen Bereichen besonders ausgeprägt zeigen. Aufgrund der sachfotografischen Ausrichtung der Fotoklasse an der Burg Giebichenstein näherte sich wohl auch Koch zuerst diesem Bereich des Fotografierens an – und das mit großem Erfolg. Doch auch Landschafts-, Stadt- und Architekturfotografie sowie Pflanzen- und Tieraufnahmen thematisierte Koch in seinen fotografischen Arbeiten. Seinem Wohnort Halle (Saale) widmete er auch einige Arbeiten, so existieren beispielsweise Aufnahmen von der Burg Giebichenstein, dem verschneiten Amtsgarten oder dem von Hans Wittwer entworfenen Halle-Leipziger Flughafenrestaurant.

„In den wenigen Jahren, die Koch sich der Photographie widmen konnte, hatte er kaum Zeit, ein quantitativ umfangreiches und qualitativ homogenes Œuvre zu schaffen, und doch zeigen seine Arbeiten ein breites Spektrum an photographischen Bildgestaltungen, die sich deutlich an den wichtigsten Tendenzen in der zeitgenössischen Photographie orientieren.“

Koch griff für seine Arbeiten vor allem bildgestalterische Elemente der Neuen Photographie auf, was sich darin zeigte, dass die dargestellten Gegenstände meist aus dem Kontext herausgelöst und in engen Ausschnitten wiedergegeben erscheinen. Der Blick wird dadurch direkt auf die Oberfläche, die Form und die Struktur des Motivs gelenkt. Neben Hans Finsler gilt auch Albert Renger-Patzsch als prägendes Vorbild für das Schaffen Kochs.

„(...) im Wesentlichen entsteht das Werk als Ergebnis einer Lebensstation, und bricht dann ab. Das Werk erscheint damit sehr kompakt, und ermöglicht es nicht, Tendenzen der Entwicklung in der photographischen Arbeit auszumachen.“

## Nachlass
Negative aus Kochs Nachlass sind nicht bekannt. Es existieren jedoch Silbergelatine-Abzüge aus der Entstehungszeit der Aufnahmen, die nach Kochs Tod in den Besitz seiner Frau übergingen. Später wurden sie aufgeteilt und gelangten u. a. an die Berliner Galerie Kicken, an die Galerie Zimmer nach Düsseldorf oder die Historischen Sammlungen der von Bodelschwinghschen Anstalten Bethel in Bielefeld. Nur in wenigen Fällen waren die Fotografien von Koch mit einem Titel versehen worden, die sich handschriftlich notiert auf der Rückseite der Abzüge finden lassen. Weiterhin war es ihm aufgrund seines plötzlichen Todes nicht mehr möglich, seine zwischen 1929 und 1934 entstandenen Werke zu ordnen, was eine eindeutige chronologische und thematische Einordnung bei der Aufarbeitung des Nachlasses erschwert.
Die Stiftung Moritzburg, Kunstmuseum des Landes Sachsen-Anhalt, bewahrt einen Großteil des Nachlasses Heinrich Kochs in dessen ehemaliger Wirkungsstätte Halle (Saale) auf. 2012 erhielt die dortige Fotosammlung 230 Bilder Kochs als Dauerleihgabe von der Arkudes Foundation in Köln, da der Ankauf dieses umfassenden Bestandes für die Stiftung allein zu kostspielig gewesen wäre. Die Initiative zum Ankauf des Bestandes durch die Arkudes Foundation ging dabei von der Berliner Galerie Kicken aus.
Mit dieser Dauerleihgabe wurde der Bestand an Koch-Fotografien der Stiftung Moritzburg ergänzt. Eine Auswahl an Fotografien, die insgesamt 144 Aufnahmen Kochs umfasst, wurde von T. O. Immisch und Gunnar Lüsch erstmals 2002 zusammenhängend publiziert.